# 365 Dias Extraordinários
365 Dias Extraordinários é um livro de preceitos escrito pela Autora R.J.Palacio que foi publicado no ano de 2014 pela Editora Intrínseca a tradução é de Rachel Agavino. Esse livro reúne uma coleção de frases que vão iluminar, confortar e desafiar cada um a se tornar uma pessoa melhor uma frase para cada dia do ano.
R. J. Palacio foi diretora editorial por mais de 20 anos, esperando o momento certo de começar seu próprio livro.
São palavras de sabedoria pinçadas de fontes que vão desde músicas e grandes obras da literatura até inscrições em tumbas egípcias e frases de biscoitos da sorte, incluindo passagens de alguns dos mais importantes personagens de Extraordinário livro escrito também pela autora e de mais de cem dos milhares de leitores que enviaram seus preceitos à escritora R. J. Palacio. No romance Extraordinário, o leitor teve a chance de conhecer o memorável professor de August Pullman, o Sr. Browne, que no primeiro dia de aula, antes mesmo de se apresentar aos alunos, ofereceu uma profunda lição sobre a importância de cultivarmos preceitos positivos em nosso cotidiano, regras capazes de nos inspirar a fazer escolhas cada vez mais acertadas ao longo da vida. O discurso do professor fez com que Auggie, pela primeira vez, pensasse que frequentar a escola poderia não ser tão má ideia.